# Tropisk bengädda
Tropisk bengädda   (Atractosteus tropicus) är en fiskart som beskrevs av Gill, 1863. Tropisk bengädda  ingår i släktet Atractosteus och familjen Lepisosteidae. Inga underarter finns listade i Catalogue of Life.